# Bi Sheng
Pour les articles homonymes, voir Sheng (homonymie).
Dans ce nom chinois, le nom de famille, Bi, précède le nom personnel.
Bi Sheng (chinois simplifié : 毕升 ; chinois traditionnel : 畢昇 ; pinyin : Bì Shēng ; Wade : Pi⁴ Sheng¹) est un inventeur chinois (990-1051). Il se distingue par l'invention de la typographie en Chine de la dynastie Song, entre 1041 et 1048. Ses caractères mobiles gravés dans de la porcelaine, céramique d'argile visqueuse, durcis dans le feu et assemblés dans la résine, puis dans le bois, révolutionnent l'imprimerie.
Le Coréen Choe Yun-ui (최윤의 / 崔允儀, 1102-1162) a amélioré au XIIe siècle cette technique en utilisant du métal, moins fragile, puis le Chinois Wang Zhen (王禎, 1290—1333) a encore modifié cette technique en utilisant du bois, moins onéreux, mais moins précis que les autres matériaux.
Bi Sheng était un roturier, il n'y a donc aucune archive de sa généalogie ou de sa vie. Une stèle funéraire dédiée a été retrouvée à Yingshan 英山 au Hubei, mais les chercheurs ne sont pas unanimes à son propos.
Son invention et la description de ses caractères mobiles est consignée dans le Mengxi Bitan (夢溪筆談, Essais sur la mare des rêves) par le scientifique mathématiques chinois Shen Kuo (沈括, 1031–1095).
Des livres étaient déjà  imprimés en xylographie, sur des planches de bois, à partir de l’époque de Feng Yingwang 馮瀛王 (Feng Dao 馮道, 882-954). Au cours de l’ère Qingli (1041-1048), Bi Sheng, mentionné comme étant un "homme du commun" (un roturier), crée pour la première fois des caractères mobiles (活字, huózì sur plaque vivante 活板, huóbǎn), un pour chaque type (印, yìn, « seau »). En argile ferme de l’épaisseur d'une pièce de monnaie, chaque caractère est cuit au feu pour être durci. Une plaque de métal couverte de résine de pin, de cire et de cendres de papier est préparée à part. Pour imprimer, une forme en fer est déposée sur la plaque de métal et remplie des types-caractères nécessaires. Une fois la forme remplie, on la pose sur le feu à chauffer. La matière du fond se met à fondre et une planche plate permet d'aplatir l'ensemble des caractères pour obtenir une surface plane.
Malgré l’éloge de Shen Kuo sur les mérites de la mise au point par Bi Sheng de caractères mobiles en terre cuite, l'utilisation du bois est restée en vigueur dans les siècles suivants dans la typographie chinoise.
Des doutes ont aussi été émis par des chercheurs sur le fait que cette technique en céramique ait effectivement servi au XIe siècle pour imprimer d’une façon efficace.